# Ḥ-N-N
Ḥ-N-N (hébreu : ח-נ-נ ; arabe : ح-ن-ن ; translittéré en ḥanán) est une racine trilitère / triconsonantique qui trouve son origine dans les langues phénicienne  et punique sous la forme du verbe ḤN au temps du parfait (ḥnn, soit 𐤇 et 𐤍 en alphabet phénicien, qui signifie « accorder une faveur »).  
Cette racine Ḥ-N-N est à l'origine de nombreux mots et noms propres dans les langues sémitiques voisines que sont les langues cananéennes, l'hébreu, l'arabe, l'araméen... La signification de base est « grâce ». Selon le contexte de la langue d'usage (hébreu ou arabe par exemple), le sens rendu est cependant sensiblement différent, ainsi que le pointe Richard S. Tomback dans son A comparative Semitic lexicon of the Phoenician and Punic languages.

## Dans le contexte de la langue hébraïque
ḥnn est l'une des deux traductions primaires possibles du nom apparenté ḥen (héb. חן),. Le verbe transitif ḤaNán (חָנַן) signifie « être gracieux », celui-ci étant presque exclusivement utilisé dans le sens dérivé de « rendre grâce ».
Il peut également être employé dans un sens esthétique, « posséder de la grâce » (cf. Livre des Proverbes, 26:25). On retrouve ce double sens dans le mot grec ancien charis (χάρις, kháris), souvent utilisé  pour traduire le ḥen de la Bible hébraïque.
On trouve dans la Bible des occurrences de cette racine trilitère ḥnn graphiée חַנּוּן - translittération channuwn (khan-noon’), qui est souvent rendue par hanoun / hannoun en transcription romanisée - par exemple dans le Livre des Psaumes (ספר תהילים Sefer Tehillim en hébreu, Livre des Louanges  en français ; الزبور le Zabur en arabe) aux Psaumes 111 (110) et 112 (111). Ainsi, dans le verset verset 4b du Psaume 111 (110) : « חַנּוּן וְרַחוּם וְצַדִּיק », qui peut être translittéré par : « hannoun verahoum vetsadik », traduit par « L'Éternel est compatissant, et il fait grâce, et il est juste » dans l'édition de la Bible du semeur (BDS).

## Dans le contexte de la langue arabe
Deux significations de bases peuvent être discernées dans le terme ḥanna : (1) aspirer à, désirer quelque chose ou quelqu'un ; (2) éprouver de la tendresse ou de la compassion.

## Usages

### Noms
Les prénoms bibliques hébreux formés à partir de cette racine triconsonantique peuvent présenter un double aspect, théophore et non théophore. Tel est le cas de Anân ou Hanan, formé sur cette racine trilitère חנן (Ḥ-N-N) signifiant « grâce » et d'où provient « Anne » en français : la même racine H-N-N peut se décliner sous une forme théophore avec l'ajout des lettres YH de YHWH, ce qui a donné soit Ananie (הֲנַנְיָה, Hananiah), soit יוחנן (Yohanan). Ces deux prénoms signifient alors « grâce de Dieu ». En français, Yohanan est à l'origine de « Jean ».
- Hanan (he) / Hannan (ar)
- Hanna
- Yohanan & Hananya
- Yohanna
- Elhanan & Hananel
- Hanina
- Honi

La même racine se retrouve en punique dans les noms des Cartaginois Hannon le Grand et Hannon le Navigateur (en revanche, le patronyme Hannon, porté par le  chanteur Neil Hannon, est dérivé de hanne, nom d'origine germanique issu de han, « coq », surnom probable d'un homme batailleur), et en arabe dans les patronymes Hannoun, Hanoun, Hanoune, Hanouna, Ohnona etc. ou dans les toponymes comme Beit Hanoun.

### Concepts
- ḥen : grâce.
- hanoun / hannoun : « grâce » en hébreu biblique, qui a dérivé vers « miséricordieux » dans la Vulgate, la traduction latine de la Bible. Ainsi l'exemple du Psaume 112 (111), verset 4 : le texte originel donne « זָרַח בַּחֹשֶׁךְ אוֹר, לַיְשָׁרִים; חַנּוּן וְרַחוּם וְצַדִּיק. » rendu dans la traduction latine par « Exortum est in tenebris lumen rectis: misericors, et miserator, et justus » et qui est finalement traduit en français par : « La lumière se lève dans les ténèbres pour les hommes droits, pour celui qui est miséricordieux, compatissant et juste. » André Chouraqui reste beaucoup plus proche de la langue hébraïque : « Il mémorise ses merveilles, graciant, matriciel, IHVH-Adonaï ! »[6].
- Dans le contexte de langue arabe, حانون (hanoun / hannoun) vehicule l'idée de tendresse, de compassion, le suffixe « ûn / oun » ayant valeur d'augmentatif.
- tehina : supplication
- hinam : gratuit